# 1917 en Ontario
Chronologie de l'Ontario
- 1913
- 1914
- 1915
- 1916
- 1917
- 1918
- 1919
- 1920
- 1921

Cette page concerne des événements d'actualité qui se sont produits durant l'année 1917 dans la province canadienne de l'Ontario.

## Politique
- Premier ministre : William Hearst (Parti conservateur)
- Chef de l'Opposition: Newton Wesley Rowell puis Vacant (Parti libéral)
- Lieutenant-gouverneur: John Strathearn Hendrie (en)
- Législature: 14e (en)

## Événements
- Fondation des Maple Leafs de Toronto.

### Octobre
- 31 octobre : Robert Borden déclenche des élections générales pour le 17 décembre.

### Décembre
- 17 décembre : le gouvernement de coalition de Robert Borden remporte les élections générales avec 153 sièges contre 82 pour les libéraux. En Ontario, le résultat est de 74 conservateurs contre 8 libéraux[1].

## Naissances
- John Hayes (en), pilote de courses attelées et entraîneur († 1998).
- 6 janvier : Sydney Banks (en), animateur et producteur († 14 novembre 2006).
- 11 janvier : John Robarts, 17e premier ministre de l'Ontario († 18 octobre 1982).
- 25 avril : George R. Gardiner (en), homme d'affaires, philanthrope et cofondateur du musée Gardiner († 7 décembre 1997).
- 12 mai : Frank Clair (en), entraîneur de la Ligue canadienne de football († 3 avril 2005).

## Décès
- 8 juillet : Tom Thomson, peintre (° 5 août 1877).
- 10 novembre : Thomas Simpson Sproule, député fédéral de Grey-Est (1878-1915), 13e président de la Chambre des communes du Canada et sénateur (° 25 octobre 1843).
- 10 décembre : Mackenzie Bowell, 5e premier ministre du Canada (° 27 décembre 1823).